# Робер Енріко
Робер Енріко (фр. Robert Enrico; нар. 13 квітня 1931, Льєвен, Па-де-Кале, Франція — †23 лютого 2001, Париж, Франція) — французький кінорежисер, сценарист. За час своє кінематографічної кар'єри виступив постановником 33-х та написав сценарії до 29-ти фільмів.

## Біографія ка кар'єра
Джіно Робер Енріко народився 13 квітня 1931 року у місті Льєвен (департамент Па-де-Кале у Франції) у сім'ї італійців, що емігрували до Франції у 1920-х роках. Навчався у Тулоні, потім у паризькій Вищій школі кінематографічних досліджень (IDHEC, зараз La Fémis). До 1956 був активним членом театральної трупи з Сорбонни «Les Théophiliens».
У кіно Робер Енріко дебютував у 1952 році короткометражними стрічками, серед яких найбільшу популярність здобув фільм про один з епізодів війни за незалежність США «Совиний струмок» (1961), який був удостоєний Золотої пальмової гілки Каннському кінофестивалі за найкращий короткометражний фільм та премії «Оскар» (найкращий короткометражний фільм).
З 1956 по 1959 роки Енріко перебував на військовій службі та знімав документальні й короткометражні фільми для французької армії. У 1963 році Робер Енріко дебютував повнометражною стрічкою «Прекрасне життя» про учасника війни в Алжирі, який не знаходить собі місця у мирному житті. Фільм було номіновано у категорії на найкращу дебютну роботу на Венеційському кінофестивалі у 1963 році, а у 1964-му Робер Енріко отримав Приз Жана Віго за найкращий фільм. Надалі Енріко ставить фільми, використовуючи сценарії знаменитих драматургів або відомі літературні твори для екранізації. Серед таких, зокрема, «Шукачі пригод» (Les Aventuriers, 1967) за романом Жозе Джованні та за участі Алена Делона, Ліно Вентури та Джоана Шимкуса у головних ролях.
У 1975 році Робер Енріко зняв один зі своїх найкращих фільмів «Стара рушниця» з Філіпом Нуаре та Ромі Шнайдер у головних ролях. У 1976 році стрічка виборола три «Сезара» — за найкращий фільм, найкращу головну чоловічу роль (Філіп Нуаре) та найкращу музику (Франсуа де Рубе), а у 1985-му отримала перший і єдиний «Сезар десятиліття» («Сезар Сезарів»).
Робер Енріко очолював у Франції Академію мистецтв та технологій кінематографа (1976—1986), Спілку кінорежисерів (1969) та Європейську федерацію кінорежисерів (FERA).
Робер Енріко був одружений з акторкою Люсьєн Гамон, потім з редакторкою та письменницею Патрисією Ньоні. Має трьох дітей. Його син Жером Енріко став як і батько кінорежисером.
З 1998 року Робер Енріко хворів на рак легенів, та помер 23 лютого 2001 року у Парижі на 70-у році життя. Похований на цвинтарі Монпарнас.

## Фільмографія
Режисер
| Рік       | Українська назва             | Оригінальна назва                  |
| --------- | ---------------------------- | ---------------------------------- |
| 1959-1964 | Присмеркова зона             | The Twilight Zone                  |
| 1962      | Совиний струмок              | La rivière du hibou                |
| 1963      | Прекрасне життя              | La belle vie                       |
| 1965      | Гроші від примари            | La redevance du fantôme            |
| 1965      | Лісоруби                     | Les grandes gueules                |
| 1967      | Шукачі пригод                | Les aventuriers                    |
| 1967      | Тітка Зіта                   | Tante Zita                         |
| 1968      | Ho !                         | Ho!                                |
| 1971      | Трішки, більше, пристрасно   | Un peu, beaucoup, passionnément…   |
| 1971      | Ромовий бульвар              | Boulevard du Rhum                  |
| 1972      | Ватажки                      | Les caïds                          |
| 1974      | Секрет                       | Le secret                          |
| 1975      | Стара рушниця                | Le vieux fusil                     |
| 1979      | Слід гігантів                | L'empreinte des géants             |
| 1980      | Орел чи решка                | Pile ou face                       |
| 1983      | Від імені усіх своїх         | Au nom de tous les miens           |
| 1986      | Червона зона                 | Zone rouge                         |
| 1987      | Втомившись від війни         | De guerre lasse                    |
| 1989      | Французька революція         | La révolution française            |
| 1992      | Вітер зі сходу               | Vent d'est                         |
| 1996      | Сент-Экзюпері: Остання місія | Saint-Exupéry: La dernière mission |
| 1999      | Помремо разом                | Fait d'hiver                       |

## Визнання
| Рік                            | Категорія                        | Фільм                        | Результат |
| ------------------------------ | -------------------------------- | ---------------------------- | --------- |
| Венеційський кінофестиваль     |                                  |                              |           |
| 1963                           | Приз за найкращу дебютну роботу  | «Прекрасне життя»            | Перемога  |
| Кінофестиваль в Сан-Себастьяні |                                  |                              |           |
| 1963                           | Приз Сан-Себастьян               | «Прекрасне життя»            | Перемога  |
| Премія «Оскар»                 |                                  |                              |           |
| 1963                           | Найкращий короткометражний фільм | «Совиний струмок»            | Перемога  |
| Приз Жана Віго                 |                                  |                              |           |
| 1964                           | Найкращий фільм                  | «Прекрасне життя»            | Перемога  |
| Премія «Сезар»                 |                                  |                              |           |
| 1976                           | Найкращий фільм                  | «Стара рушниця»              | Перемога  |
| 1976                           | Найкраща режисерська робота      | Робер Енріко                 | Номінація |
| 1976                           | Найкращий адаптований сценарій   | Робер Енріко, Паскаль Жарден | Номінація |
| 1984                           | Найкращий адаптований сценарій   | «Від імені усіх своїх»       | Номінація |
| 1985                           | Сезар Сезарів                    | «Стара рушниця»              | Перемога  |

## Автобіографія
- Robert Enrico, Au cœur de ma vie (version définitive et montage final établis par Gérard Langlois). Saint-Cyr-sur-Loire: C. Pirot, coll. " Cinéma ", 2005. 317 p., ISBN 2-86808-225-4.